# Покровское (деревня, Волоколамский городской округ)
Покровское — деревня в Волоколамском городском округе Московской области России.

## Население
| 1852 | 1859 | 1926 | 2002 | 2006 | 2010 |
| ---- | ---- | ---- | ---- | ---- | ---- |
| 205  | ↘197 | ↗301 | ↘93  | ↗110 | ↘80  |

## Расположение
Деревня Покровское расположена на Волоколамском шоссе примерно в 15 км к востоку от центра города Волоколамска. В деревне две улицы — Верхняя Покровка и Полевая, зарегистрировано несколько садоводческих товариществ (СНТ). Ближайшие населённые пункты — посёлок Чисмена и деревня Гряды. Связано автобусным сообщением с райцентром и посёлком городского типа Сычёво.

## Исторические сведения
На карте Московской губернии 1860 года Ф. Ф. Шуберта — Покровск.
В «Списке населённых мест» 1862 года Покровское (Ошейкино) — владельческое село 2-го стана Волоколамского уезда Московской губернии на почтовом Московском тракте (из Волоколамска), в 14 верстах от уездного города, при безымянной речке, с 27 дворами, православной церковью и 197 жителями (86 мужчин, 111 женщин).
В 1879 году по проектам С. И. Бородина и А. И. Гаудринга к построенной в 1785 г. церкви Покрова Пресвятой Богородицы была пристроена трапезная с двумя приделами.
По данным на 1890 год входило в состав Аннинской волости Волоколамского уезда, здесь располагалась квартира полицейского урядника, число душ мужского пола составляло 7 человек.
В 1913 году — 46 дворов, церковно-приходская школа, винная лавка и 3 чайных лавки и библиотека-читальня Общества трезвости.
По материалам Всесоюзной переписи населения 1926 года — центр Покровского сельсовета Аннинской волости, проживал 301 житель (139 мужчин, 162 женщины), насчитывалось 63 хозяйства, имелась школа.
С 1929 года — населённый пункт в составе Волоколамского района Московской области.
В деревне сохранилась колокольня 1806 года Покровской церкви, сломанной вместе с трапезной в 1966 году, — памятник архитектуры федерального значения.
С 1994 по 2006 год относилась к Чисменскому сельскому округу Волоколамского района, с 2006 по 2019 год — к сельскому поселению Чисменское. До 2020 года Покровское имело статус села.